# Eria berringtoniana
Eria berringtoniana är en orkidéart som beskrevs av Heinrich Gustav Reichenbach. Eria berringtoniana ingår i släktet Eria och familjen orkidéer. Inga underarter finns listade i Catalogue of Life.